# Krwawa dola
Krwawa dola – polski film niemy z 1912 roku. Film był ekranizacją noweli Szkice węglem Henryka Sienkiewicza. Nie zachował się do dziś.

## Fabuła
Gminny pisarz Zołzikiewicz zakochuje się w pięknej chłopce Marii Rzepowej i za wszelką cenę chce ją zdobyć. Problem w tym, że Rzepowa jest mężatką i nie interesuje jej romans z Zołzikiewiczem. Wówczas cyniczny urzędnik skłania pijanego męża, by podpisał zobowiązanie, że pójdzie dobrowolnie do wojska za syna wójta. Liczy na to, że Rzepowa, kiedy zostanie sama z dzieckiem, będzie skazana na jego łaskę i niełaskę. Przerażona Maria szuka pomocy w sądzie, w gminie, u księdza, we dworze i w powiecie, ale nie otrzymuje jej nigdzie. Wówczas oddaje się Zołzikiewiczowi, który przyrzekł, że w zamian za to zniszczy pisemne zobowiązanie Rzepy. Kiedy jej mąż Rzepa dowiaduje się o tym, w przypływie szału zabija żonę i podpala dwór.

## Obsada
- Maria Mirska - Maria Rzepowa
- Helena Rolandowa
- Aniela Bogusławska
- Teodor Roland
- Józef Śliwicki
- Jan Janusz
- Antoni Bednarczyk
- Władysław Paliński
- Wojciech Brydziński